# Mourvilles-Hautes
Mourvilles-Hautes is een gemeente in het Franse departement Haute-Garonne (regio Occitanie) en telt 158 inwoners (2005). De plaats maakt deel uit van het arrondissement Toulouse.

## Geografie
De oppervlakte van Mourvilles-Hautes bedraagt 6,7 km², de bevolkingsdichtheid is 23,6 inwoners per km².
De onderstaande kaart toont de ligging van Mourvilles-Hautes met de belangrijkste infrastructuur en aangrenzende gemeenten.

## Demografie
Onderstaande figuur toont het verloop van het inwonertal (bron: INSEE-tellingen).